# کارل فردریش بورداخ
کارل فردریش بورداخ فیزیولوژیست آلمانی بود. او در لایپزیگ به دنیا آمد و در کونیگزبرگ درگذشت. او اولین کسی بود که از کلمه «زیست‌شناسی» استفاده کرد و از پیشگامان آناتومی عصبی بود.

## زندگی
بورداخ از خانواده ای پزشک در لایپزیگ آمد. او در سال ۱۸۰۰ در لایپزیگ در رشته پزشکی فارغ‌التحصیل شد و در وین آموزش دید. در سال ۱۸۱۱ پروفسور فیزیولوژی در دانشگاه دورپات شد و چهار سال بعد موقعیت مشابهی را در دانشگاه کونیگزبرگ گرفت. او تحت تأثیر فردریش ویلهلم جوزف فون شلینگ (۱۷۷۵–۱۸۵۴) در فلسفه طبیعی قرار گرفت.
او در سال ۱۸۲۲ نام فاسیکلوس کمانی را به دلیل شکل کمانی طولانی‌ترین الیاف آن، واژه آمیگدال، و در سال ۱۸۰۰ نام «زیست‌شناسی» به معنای امروزی این واژه را ارائه کرد. او از کلمه زیست‌شناسی و ریخت‌شناسی به عنوان پاورقی در کتاب خود «Propädeutik zum Studium der gesammten Heilkunde» استفاده کرد. بورداخ از طرفداران حیات گرایی بود. وی به نیروی حیاتی اعتقاد داشت که «کل جهان را آفرید و هر موجود زنده ای را پدیدآورد».